# Парламентские выборы в Камеруне (1964)
Парламентские выборы состоялись в Камеруне 24 апреля 1964 года. Они были первыми выборами, проведенными после того, как Южный Камерун (также известный как Западный Камерун) стал частью страны в 1961 году. Результатом стала победа Камерунского Союза в Восточном Камеруне и камерунской Национально-демократической партии в Западном Камеруне. Однако выборы были омрачены серьезными нарушениями.

## Результаты
| Партия                                         | Западный Камерун | Западный Камерун | Восточный Камерун | Восточный Камерун | Мест |
| Партия                                         | Голосов          | %                | Голосов           | %                 | Мест |
| ---------------------------------------------- | ---------------- | ---------------- | ----------------- | ----------------- | ---- |
| Камерунский союз                               | 1 863 614        | 93,5             | –                 | –                 | 40   |
| Камерунская национально-демократическая партия | –                | –                | 192 081           | 76,1              | 10   |
| Камерунская партия демократов                  | 129 571          | 6,5              | –                 | –                 | 0    |
| Камерунский Народный Национальный прогресс     | –                | –                | 60 485            | 23,9              | 0    |
| Недействительные/пустые бюллетени              | 13 961           | –                |                   | –                 | –    |
| Всего                                          | 2 007 092        | 100              | 252 566           | 100               | 50   |
| Зарегистрированные избиратели/явка             | 2 198 879        | 91,3             |                   |                   | –    |
| Источник: Nohlen et al.                        |                  |                  |                   |                   |      |